# East Peak
Der East Peak (englisch für Ostgipfel) ist mit 160 m Höhe der höchste Berg auf Inaccessible Island in den zum antarktischen Ross-Archipel gehörenden Dellbridge-Inseln.
Die Benennung nahm das New Zealand Antarctic Place-Names Committee vor.